# Das Morgengrauen
Das Morgengrauen (L’Aube) ist ein französischer Spielfilm des ungarischen Regisseurs Miklós Jancsó aus dem Jahre 1985. Es handelt sich um eine freie Verfilmung des gleichnamigen Romans (1960) von Elie Wiesel. Die Produktion war bei den Filmfestspielen in Berlin 1986 zu sehen, wo sie um den Goldenen Bären konkurrierte.

## Handlung
Elischa ist ein junger Jude, der dem Lager Buchenwald entkommen ist, wo seine Familie ermordet worden ist. Er kämpft in Palästina, noch vor der Gründung Israels, gegen die britische Armee. Als die Briten sich daran machen, einen gefassten jüdischen Kämpfer zu exekutieren, wollen die jüdischen Verbände diesen Tod vergelten und einen gefangenen britischen Offizier hinrichten. Elischa erhält den Befehl, den Mord im nächsten Morgengrauen auszuführen. Die bevorstehende Aufgabe zerreißt Elischa innerlich, weil er die religiösen Gebote, auch jenes, nicht zu töten, ernst nimmt. Die ganze Nacht über quält ihn sein Gewissen.

## Kritiken
Außerhalb der Berlinale war der Film nur in französischen Kinos zu sehen. Positif meinte, Spannung und Dichte dieses Werks rührten vom Gegensatz zwischen dem Stoff, der von der Einheit des Orts gekennzeichnet sei, und der unermüdlichen Choreografie der Kamera. Für die Cahiers du cinéma bestätigte dieser Film den bei Jancsó seit längerem feststellbaren Bruch zwischen Thema und Form. „Zahlreiche menschlich großartige Sätze, die Wiesels Buch direkt entnommen sind, nehmen auf der Leinwand einen unerträglichen großsprecherischen Zug an.“ Die Skepsis, unterstützt von einer Inszenierung, die verschiedene Perspektiven aufgreift, hebe eher das Unvermögen hervor, etwas mitzuteilen. Weil er alles vorbringen will, das Dafür, das Dagegen, das Dazwischen, führe der Film keinerlei Diskurs.